# Religia w Australii

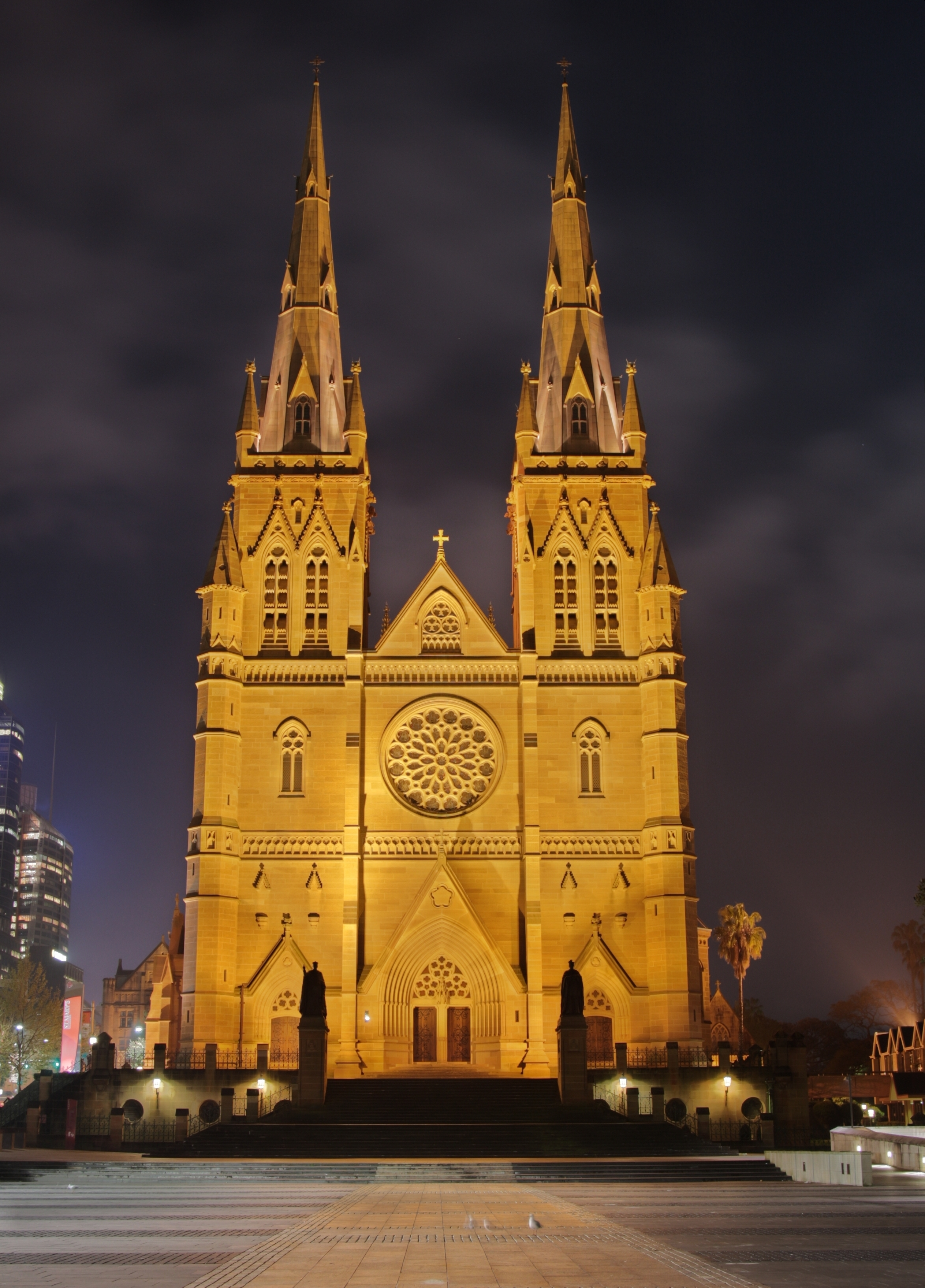
Archikatedra Najświętszej Maryi Panny w Sydney.

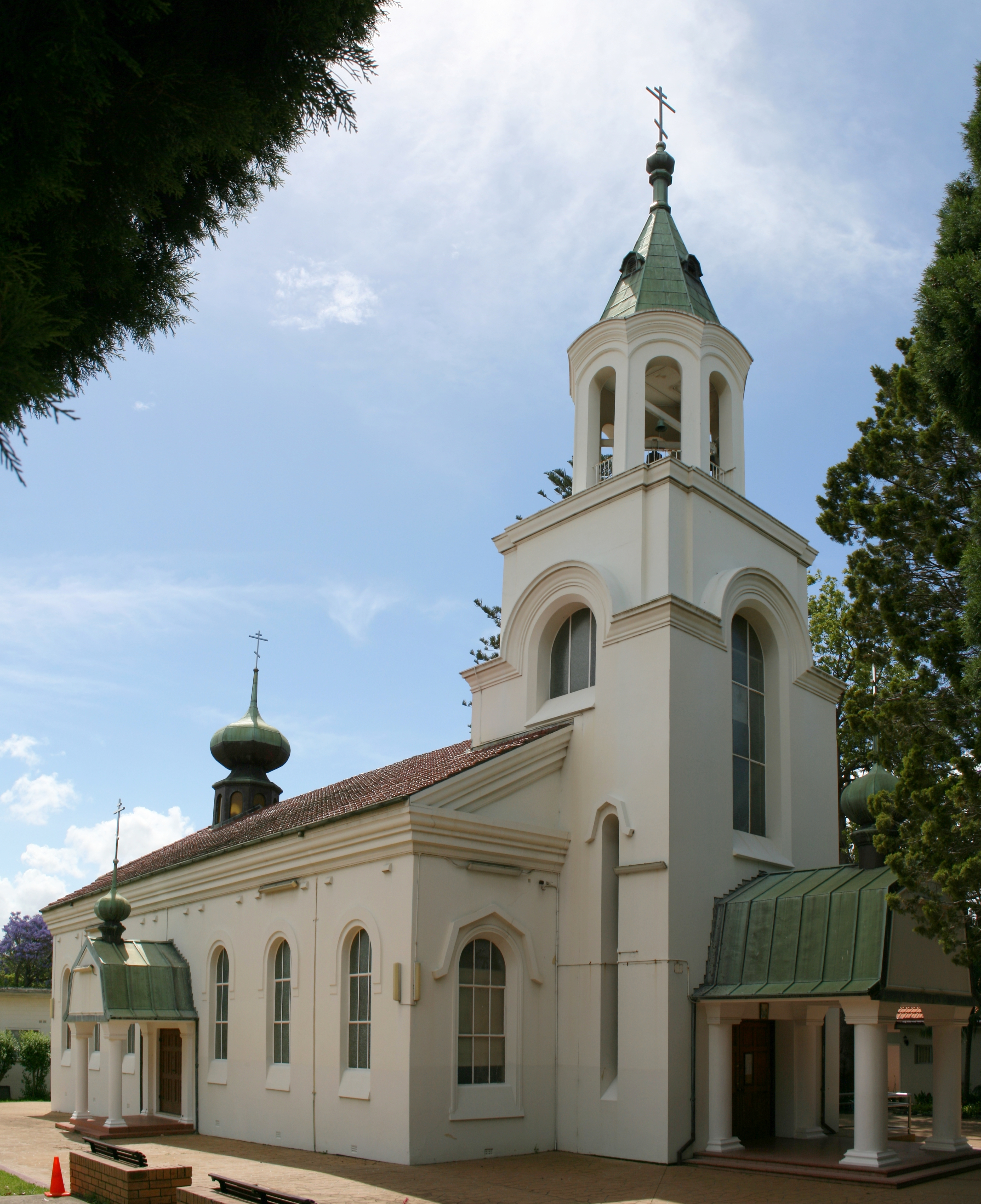
Prawosławny sobór Świętych Piotra i Pawła w Sydney–Strathfield

Religia w Australii jest zróżnicowana. Nie ma oficjalnej religii państwowej, stworzenie jej jest zakazane przez Konstytucję Australii. Według spisu Australii w 2011 roku, 61,1% ludności było chrześcijanami. Historycznie odsetek ten był znacznie wyższy i religijny krajobraz Australii uległ zmianie, wraz z imigracją i wielokulturowością. 22,3% Australijczyków oświadczyło się jako "bez religii", a kolejne 9,4% nie zidentyfikowało swej religijności. Pozostali mieszkańcy to zróżnicowana grupa, która obejmuje: hinduizm, islam, judaizm i buddyzm.

## Chrześcijaństwo

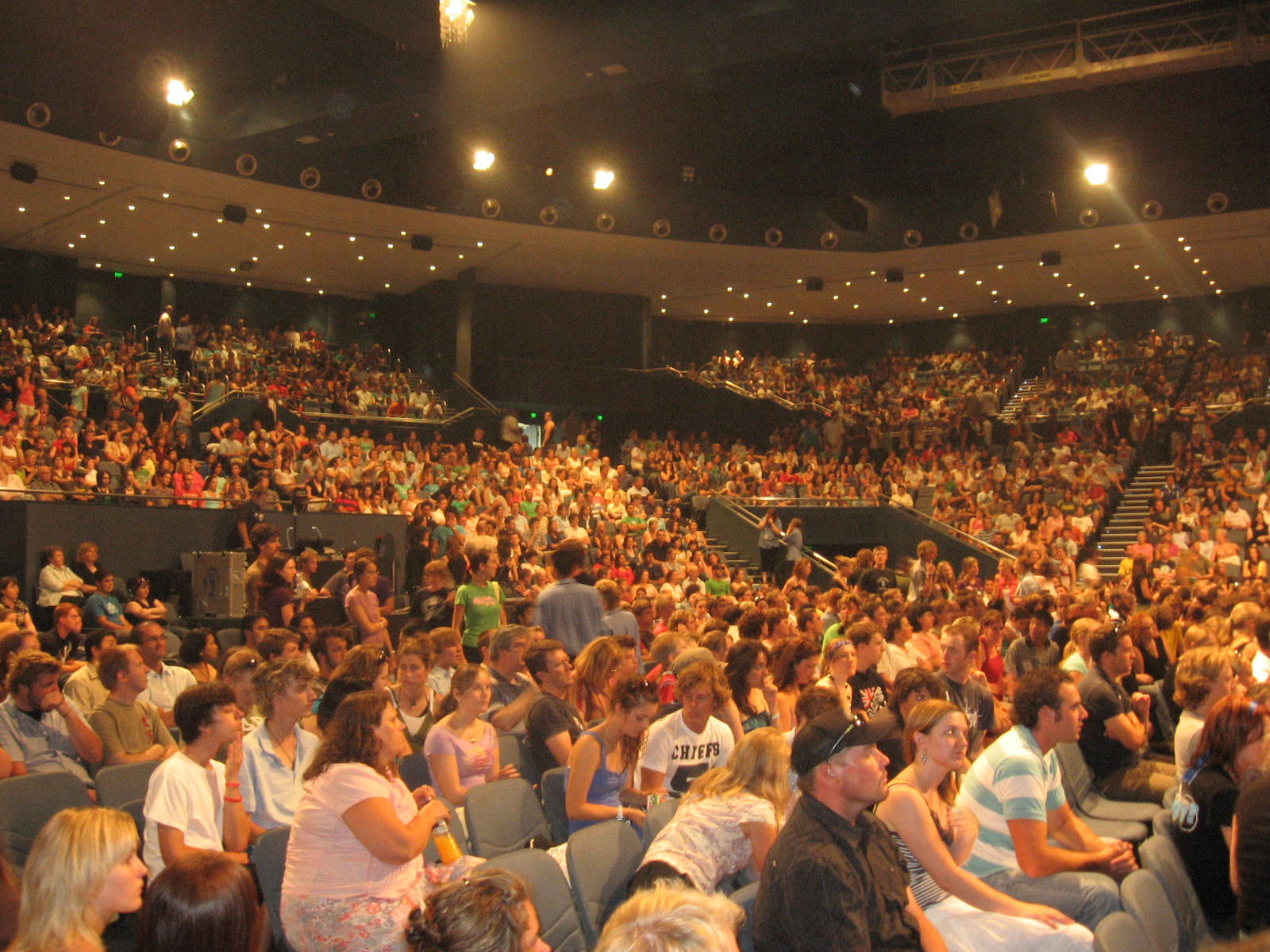
Kościół Hillsong od wewnątrz w Sydney.

Obecność chrześcijaństwa w Australii rozpoczęła się wraz z pojawieniem się pierwszej floty brytyjskich skazanych w 1788 roku. Chrześcijaństwo osiągnęło 96,1% krajowej populacji w czasie Federacji Australii w 1901 roku. Kościół Anglikański Australii (wcześniej znany jako Kościół Anglii w Australii) pozostał największym wyznaniem aż do 1986 roku, kiedy został wyprzedzony przez Kościół katolicki w Australii.
Święta chrześcijańskie Boże Narodzenie i Wielkanoc to święta państwowe. W australijskich miastach kościoły chrześcijańskie odegrały ważną rolę w rozwoju edukacji, służby zdrowia i opieki społecznej w Australii.
Inne kościoły z największą liczbą członków: Kościół Zjednoczony w Australii, prawosławie, kościoły zielonoświątkowe (z megakościołami, np. Hillsong i Paradise Community Church), baptyści, Kościół Luterański, Armia Zbawienia, Kościół Chrystusowy, Kościół Prezbiteriański i Kościół Adwentystów Dnia Siódmego.
W swoim powitalnym przemówieniu do katolickiej młodzieży na Światowym Dniu Młodzieży 2008, w Sydney, premier Australii Kevin Rudd powiedział, że chrześcijaństwo miało pozytywny wpływ na Australię: "To był Kościół, który założył pierwsze szkoły dla ubogich, to był Kościół, który założył pierwsze szpitale dla biednych, był to kościół, który stworzył pierwsze schronienie dla biednych i te wielkie tradycje kontynuowane w przyszłości".
Dziś edukacja katolicka stanowi sektor największy po sektorze szkół rządowych, z ponad 650 000 uczniów (i około 21 procent wszystkich zapisów szkolnych). Kościół anglikański kształci około 105 000 uczniów. Mniejsze wyznania, m.in. Kościoła luterańskiego mają także wiele szkół w Australii. Australian Catholic University otwarty w 1991 roku powstał w wyniku fuzji czterech katolickich instytucji szkolnictwa wyższego we wschodniej Australii.

## Buddyzm

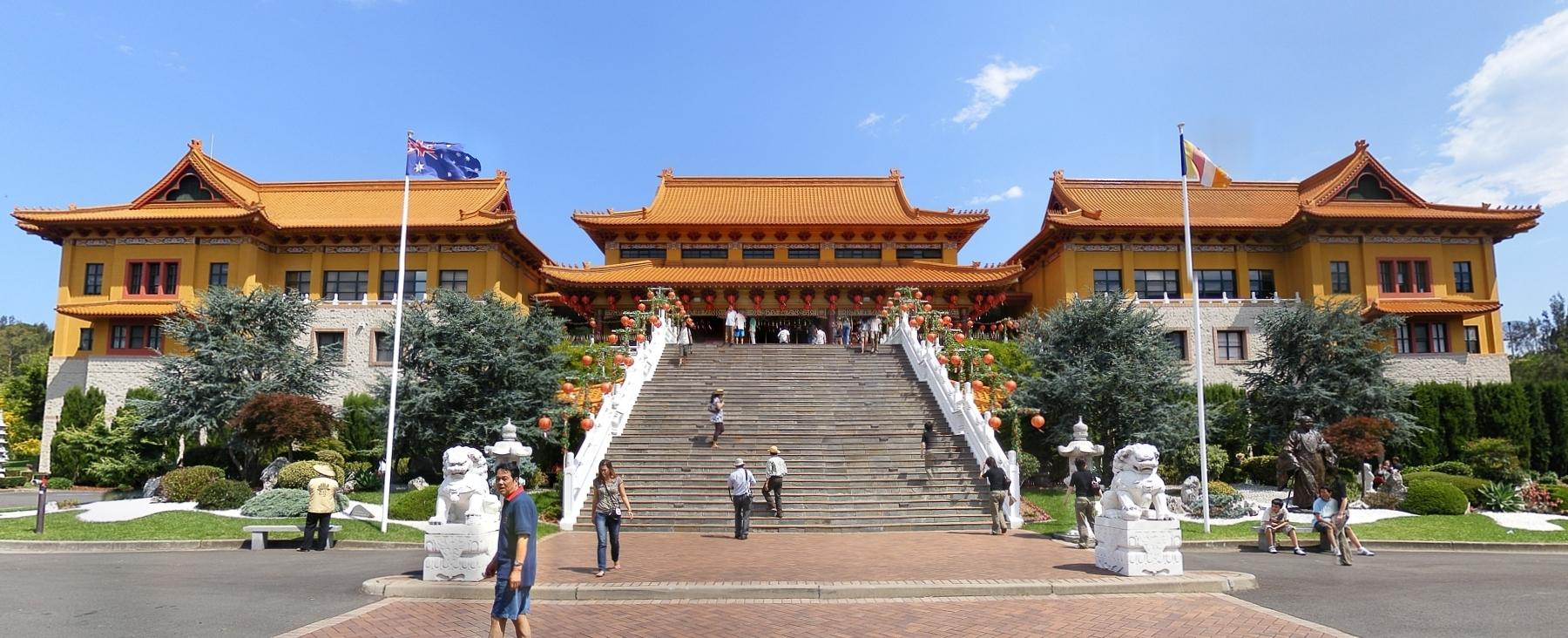
Świątynia Nan Tien.

Buddyści zaczęli przybywać do Australii w znaczących ilościach w okresie gorączki złota w 1850, z napływem chińskich górników. Jednak ludność pozostała niska, aż do 1960 roku. Buddyzm jest obecnie jedną z najszybciej rozwijających się religii w Australii. Imigracja z Azji przyczyniła się do tego, że niektórzy ludzie pochodzenia nie-azjatyckiego również przyjęli buddyzm. Trzy główne tradycje buddyzmu – Therawada, Azji Wschodniej i buddyzm tybetański – są obecnie reprezentowane w Australii. Według spisu powszechnego w Australii w 2011 roku, buddyzm jest największą niechrześcijańską religią w Australii, z 529 000 wyznawców, lub 2,5% ogółu ludności.

## Islam

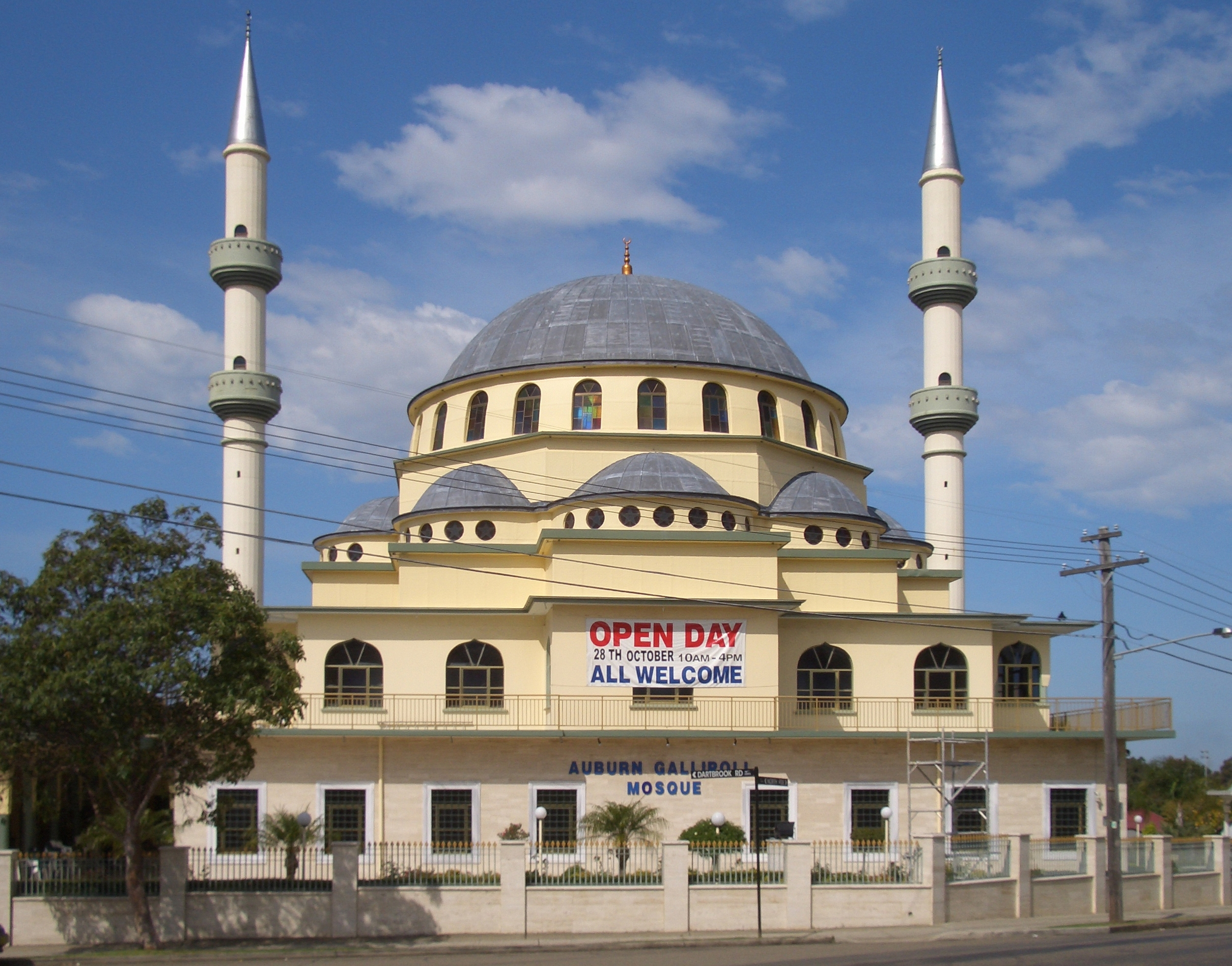
Meczet w Auburn.

Islam w Australii jest mniejszościową grupą religijną. Według spisu ludności z 2011, 476 300 osób, czyli 2,25% ogółu ludności australijskiej było muzułmanami. To czyni islam czwartą co do wielkości grupą religijną, po chrześcijaństwie, ateizmie i buddyzmie. Demografowie przypisują w ostatnim okresie spisowym tendencje wzrostowe muzułmańskich społeczności do stosunkowo wysokiego wskaźnika urodzeń, a także imigracji.
Według spisu z 2001 roku, 36% muzułmanów w Australii, to rodowici Australijczycy, 10% Libańczycy, 8,5% Turcy, 4% Bośniacy, 3,5% imigranci z Afganistanu, 3,2% z Pakistanu, 2,9% Indonezji, 2,8% Iraku, 2,7% Bangladeszu, 2,3% Iranu i 2% z Fidżi.

## Hinduizm
Hindusi są mniejszością religijną w Australii, z około 275 535 wyznawców według spisu ludności w 2011. W XIX wieku, pierwsi hindusi przybyli do Australii do pracy na plantacjach bawełny i cukru. Jest wielu małych przedsiębiorców, pracujących jako kierowcy wielbłądów, kupców i straganiarzy, sprzedają towar między innymi w małych społecznościach wiejskich. Ich populacja gwałtownie wzrosła od 1960 i 1970 i więcej niż podwoiła się między 1996 i 2006 r. do około 148 000 ludzi. Najczęściej byli migranci z takich krajów, jak Fidżi, Indie, Sri Lanka i Południowa Afryka. Obecnie wielu Hindusów są dobrze wykształconymi specjalistami w takich dziedzinach jak medycyna, inżynieria handlu i technologii informacyjnej. Istnieje około 34 świątyń hinduistycznych w Australii.

## Judaizm

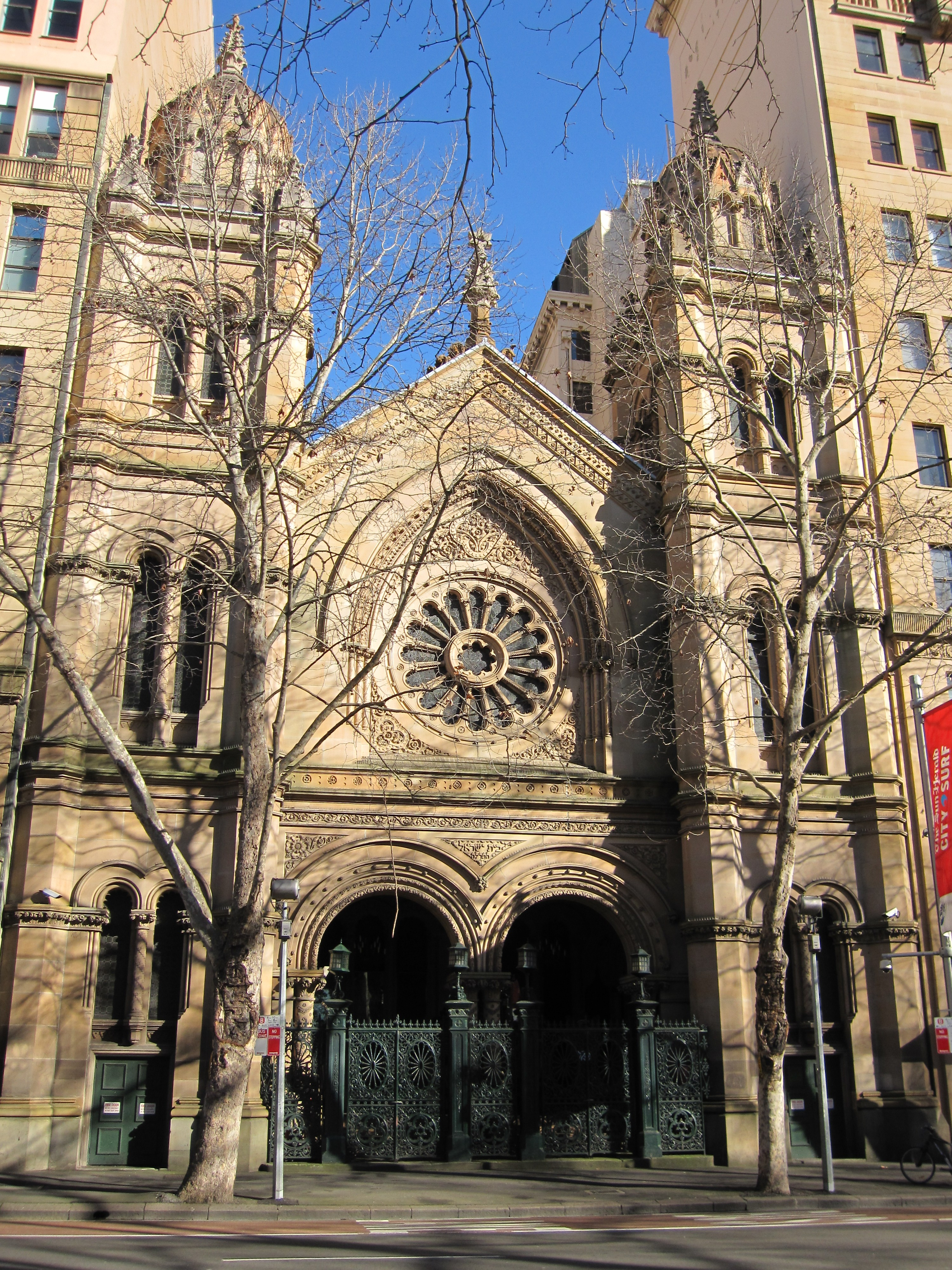
Synagoga w Sydney.

Uważa się, że co najmniej ośmioro żydowskich skazańców zostało przetransportowanych do Sydney na pokładzie Pierwszej Floty w 1788 roku, kiedy to pierwsza europejska osada powstała na kontynencie. Szacuje się, że 110 000 Żydów mieszka obecnie w Australii, większość jest pochodzenia aszkenazyjskiego z Europy Wschodniej, wielu uchodźców ocalałych z holocaustu, którzy przybyli w czasie i po II wojnie światowej.
Ludność żydowska nieznacznie wzrosła w ostatnich czasach, ze względu na imigrację z Afryki Południowej i byłego Związku Radzieckiego. Największa społeczność żydowska w Australii jest w Melbourne i liczy około 60 000 osób, a następnie w Sydney - około 45 000 członków. Mniejsze gminy są rozproszone wśród innych miast Australii.

## Statystyki
| Wyznanie                      | 1986      | %    | 1996      | %    | 2006      | %    | 2011      | %    | 2016      | %    |
| ----------------------------- | --------- | ---- | --------- | ---- | --------- | ---- | --------- | ---- | --------- | ---- |
| Bez religii                   | 1 977 500 | 12,7 | 2 948 900 | 16,6 | 3 706 500 | 18,7 | 4 796 800 | 22,3 | 7 040 700 | 30,1 |
| Kościół katolicki w Australii | 4 064 400 | 26,1 | 4 799 000 | 27,0 | 5 126 900 | 25,8 | 5 439 200 | 25,3 | 5 291 800 | 22,6 |
| Kościół Anglikański Australii | 3 723 400 | 23,9 | 3 903 300 | 22,0 | 3 718 300 | 18,7 | 3 680 000 | 17,1 | 3 101 200 | 13,3 |
| Kościół Zjednoczony           | 1 182 300 | 7,6  | 1 334 900 | 7,5  | 1 135 400 | 5,7  | 1 065 800 | 5,0  | 870 200   | 3,7  |
| Muzułmanie                    | 109 500   | 0,7  | 200 900   | 1,1  | 340 400   | 1,7  | 476 300   | 2,2  | 604 200   | 2,6  |
| Prawosławni                   | 427 400   | 2,7  | 497 300   | 2,8  | 544 300   | 2,7  | 563 100   | 2,6  | 582 800   | 2,5  |
| Buddyści                      | 80 400    | 0,5  | 199 800   | 1,1  | 418 800   | 2,1  | 529 000   | 2,5  | 563 700   | 2,4  |
| Kalwinizm                     | 560 000   | 3,6  | 675 500   | 3,8  | 596 700   | 3,0  | 599 500   | 2,8  | 526 700   | 2,3  |
| Hinduizm                      | 21 500    | 0,1  | 67 300    | 0,4  | 148 100   | 0,7  | 275 500   | 1,3  | 440 300   | 1,9  |
| Baptyści                      | 196 800   | 1,3  | 295 200   | 1,7  | 316 700   | 1,6  | 352 500   | 1,6  | 345 100   | 1,5  |
| Zielonoświątkowcy             | 107 000   | 0,7  | 174 600   | 1,0  | 219 600   | 1,1  | 238 000   | 1,1  | 260 600   | 1,1  |
| Luteranizm                    | 208 300   | 1,3  | 250 000   | 1,4  | 251 100   | 1,3  | 251 900   | 1,2  | 174 000   | 0,7  |
| Świadkowie Jehowy             | 66 500    | 0,4  | 83 400    | 0,5  | 80 900    | 0,4  | 85 600    | 0,4  | 82 500    | 0,4  |